# Суслово (Мамонтовський район)
Су́слово (рос. Суслово) — село у складі Мамонтовського району Алтайського краю, Росія. Адміністративний центр та єдиний населений пункт Сусловської сільської ради.

## Населення
Населення — 784 особи (2010; 954 у 2002).
Національний склад (станом на 2002 рік):
- росіяни — 93 %